# Luis Alfredo López
Luis Alfredo López Flores (né le 29 décembre 1986 à Comayagua au Honduras) est un footballeur international hondurien, qui évolue au poste d'attaquant.

## Biographie

### Carrière en sélection
Avec l'équipe du Honduras, il joue un match (pour aucun but inscrit) en 2009. Il figure notamment dans le groupe des sélectionnés lors de la Gold Cup de 2009.
Il participe également aux JO de 2008. Lors du tournoi olympique, il joue deux matchs : contre le Cameroun et la Corée du sud.